# Tornet (Tellkamp)
Tornet, i original Der Turm, är en roman av Uwe Tellkamp som gavs ut på Suhrkamp Verlag 2008. Den har även översatts till svenska. I handlingens centrum står läkaren Richard Hoffmann och hans familj i ett borgerligt villakvarter i Dresden. Boken utspelar sig 1982-1989 och speglar genom familjen de sista sju åren i Tyska demokratiska republiken innan murens fall. Den skildrar olika delar av det östtyska samhället: ungdomsrörelsen, utbildningsväsendet, militären, vården, de intellektuella och familjen.
Boken är förlaga till TV-filmen Tornet.